# معهد نظم المعلومات للقوات المسلحة (مصر)
معهد نظم المعلومات للقوات المسلحة هو معهد لتدريس جميع فروع نظم المعلومات في مجالي البرمجة وعلوم الحاسب المختلفة وهو تابع لإدارة النظم والمعلومات بوزارة الدفاع المصرية, وهو معهد غير نظامي يقدم خدماته للعسكريين والمدنيين .

## مهام المعهد
يلتزم المعهد بالمواصفات القياسية والعالمية لجودة التعليم بما يحتويه من أجهزة حاسب آلي ومعامل وقاعات تدريس عالية المستوى بالإضافة إلى 100 مدرس من أفضل الكفاءات .

## مناهج التدريس
- الدورات الحرة
- الدورات المعتمدة
- دورات قيادة الحاسب الآلي
- دبلومات غير أكاديمية

## وصلات خارجية
- الموقع الرسمي لمعهد نظم المعلومات للقوات المسلحة